# Stradivari (film)
Pour les articles homonymes, voir Stradivari (homonymie).
Pour plus de détails, voir Fiche technique et Distribution.
Stradivari est un film franco- italien réalisé par Giacomo Battiato et sorti en 1988.

## Synopsis

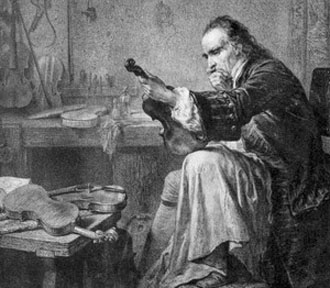
Antonio Stradivari.

Le film raconte la vie du célèbre luthier Antonio Stradivari.

## Fiche technique
- Réalisation : Giacomo Battiato
- Scénario : Giacomo Battiato, Suso Cecchi D'Amico, Ernesto Gastaldi, Vittorio Salerno
- Production :   Cinecittà, Gruppo Bema, Reteitalia
- Photographie : Tonino Delli Colli
- Lieu de tournage : Crémone, Lombardie, Cinecitta
- Musique : Francesco Tampori
- Montage : Alfredo Muschietti
- Durée : 110 minutes
- Date de sortie: 
  - Italie : 28 septembre 1988

## Distribution

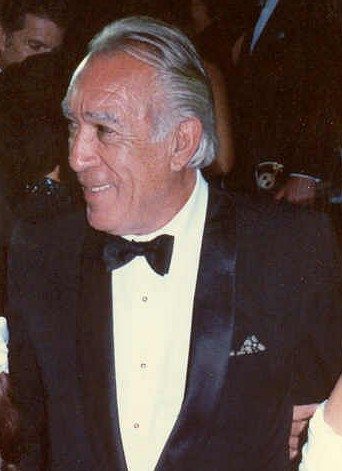
Anthony Quinn en 1988, année de sortie du film

- Anthony Quinn : Antonio Stradivari
- Stefania Sandrelli : Antonia Maria
- Valérie Kaprisky : Francesca
- Francesco Quinn : Alessandro
- Danny Quinn : Francesco
- Lorenzo Quinn : Antonio Stradivari jeune
- Fanny Bastien : Caterina
- Jean-Paul Muel : Tailor
- Stefano Mosini (VF : François Carlier) : Antonio Stradivari enfant
- Leopoldo Trieste : Nicolò Amati